# 岩手県立盛岡商業高等学校
岩手県立盛岡商業高等学校（いわてけんりつ もりおかしょうぎょう こうとうがっこう, Iwate Prefectural Morioka Commercial High School）は、岩手県盛岡市に所在する公立の商業高等学校。略称「盛商」（もりしょう）。

## 概要
歴史
1913年（大正2年）に開校した「盛岡市立商業学校」を前身とする。2013年（平成25年）2月18日に創立100周年を迎えた。
校章
校是である「士魂商才」を表す桜の花弁を背景にして、中央に「商」の文字を置いている。
同窓会
「盛商同窓会」と称している。

## 沿革
前史
- 1897年（明治30年）- 一戸隆次郎により夜間の「私立盛岡商業学校」が設立される。
- 1899年（明治32年）10月27日 - 移転。
- 1905年（明治38年）- 公立商業学校が設置される。
- 1906年（明治39年）- 廃止される。
- 1909年（明治42年）- 夜間商業学校が復活する。

旧制・商業学校時代
- 1913年（大正2年）2月18日 - 文部省により「盛岡市立商業学校」の開校が認可される。（創立年）
- 1922年（大正11年）3月25日 - 修業年限を5ヶ年に変更。
- 1924年（大正13年）2月15日 - 新庄鹿島下に新校舎が完成し移転。
- 1926年（大正15年）3月21日 - 県立移管により、「岩手県立盛岡商業学校」と改称。
- 1935年（昭和10年）3月13日 - 火災により校舎施設の大半を焼失。
- 1936年（昭和11年）1月23日 - 再建新校舎が完成。
- 1947年（昭和22年）4月1日 - 学制改革（六・三制の実施）
  - 商業学校の生徒募集を停止。
  - 新制中学校を併設し（名称：岩手県立盛岡商業学校併設中学校、以下・併設中学校）、商業学校1・2年修了者を新制中学2・3年として収容。
  - 併設中学校はあくまで暫定的に設置されたため、新たに生徒募集は行われず、在校生が2・3年生のみの中学校であった。
  - 商業学校3・4年修了者はそのまま商業学校4・5年生として在籍。

新制商業高等学校
- 1948年（昭和23年）4月1日 - 学制改革（六・三・三制の実施）により商業学校は廃止され、新制高等学校「岩手県立盛岡商業高等学校」が発足。
  - 商業学校卒業生（希望者）を新制高校3年生として、商業学校4年修了者を新制高校2年生として編入。
  - 併設中学校卒業生を新制高校1年生として収容。
  - 併設中学校は新制高校に継承され（名称：岩手県立盛岡商業高等学校併設中学校）、在校生は1946年（昭和21年）に商業学校へ入学した3年生のみとなる。
- 1949年（昭和24年）
  - 3月31日 - 最後の卒業生を送り出し、併設中学校を廃止。
  - 4月1日 - 高校三原則に基づく公立高等学校の再編。
    - 県立盛岡第一高等学校（男子校）・盛岡第二高等学校（女子校）と統合され、総合制高等学校「岩手県立盛岡高等学校」が発足。
      - 組織は統合されたものの、施設は旧3校の既存の校舎を使用。旧第一高校校舎を上田校舎、旧第二高校校舎を白梅校舎、旧商業高校校舎を商業部とした。
- 1951年（昭和26年）4月1日 - 3校の統合を解消し、普通科を併設し「岩手県立盛岡第三高等学校」と改称、独立。（現在の岩手県立盛岡第三高等学校とは無関係。）
- 1952年（昭和27年）8月22日 - 普通科を廃止し、「岩手県立盛岡商業高等学校」（現校名）に復称。
- 1962年（昭和37年）8月22日 - 本宮に鉄筋新校舎が完成し移転。
- 1963年（昭和38年）4月1日 - 定時制課程商業科を併設。
- 1966年（昭和41年）4月8日 - 寄宿舎を本宮の旧・岩手県立盛岡第四高等学校跡地を改造し、移転。
- 1968年（昭和43年）
  - 3月9日 - プール施設が完成。テニスコート、バレーボールコートを移転。
  - 3月 - 定時制課程の生徒募集を停止。
- 1970年（昭和45年）
  - 1月30日 - 旧住吉校舎を解体。
  - 4月1日 - 事務科と経理科を新設。
- 1971年（昭和46年）3月31日 - 産業振興施設として簿記実習室、事務機械実習室、タイプライティング実習室を増築。定時制課程を廃止。
- 1972年（昭和47年）
  - 2月1日 - 産業振興施設として簿記機械実習室、事務実践室（電算室）を増築。
  - 3月16日 - 昇降口を新設。
- 1973年（昭和48年）4月1日 - 情報処理科を新設。
- 1974年（昭和49年）
  - 3月21日 - 体育館を焼失。
  - 6月 - 産業振興施設として情報処理実践室、せん孔実習室、プログラミング実習室、事務実践室を増築。
- 1975年（昭和50年）3月31日 - 体育館が完成。
- 1977年（昭和52年）3月31日 - 桜健寮が半焼したため、旧・岩手県立聾学校（現・岩手県立視覚特別支援学校）跡地へ移転。
- 1978年（昭和53年）
  - 5月 - 桜健寮を新設。
  - 7月1日 - 士魂寮が完成。
- 1982年（昭和57年）
  - 3月20日 - 第二体育館が完成。
  - 10月31日 - 校舎前の全面舗装が完成。
- 1983年（昭和58年）6月15日 - 合宿所を増設し、シャワー室と食堂が完成。
- 1986年（昭和61年）
  - 4月1日 - 商業科を1学級減じ、国際経済科を新設。
  - 12月31日 - 産業振興棟（国際経済科実習棟）を新設。
- 1988年（昭和63年）3月31日 - 格技場、新部室が完成。
- 1989年（平成元年）3月～1991年（平成3年）2月 - 校舎の大改修工事を実施。
- 1992年（平成4年）
  - 2月 - 第一体育館の壁面を改修。
  - 4月 - この時の入学生より男子の制服をブレザーに改定。
- 1993年（平成5年）10月 - 創立80周年を記念し、多目的ホール、ピッチング練習場、弓道場が完成。
- 1994年（平成6年）4月1日 - 経理科を会計科に改変。
- 1995年（平成7年）3月1日 - 下水道切替工事が完成。
- 1998年（平成10年）12月4日 - 給水管工事が完成。
- 1999年（平成11年）12月10日 - 第一体育館の大規模改造工事が完了。
- 2000年（平成12年）
  - 3月27日 - 水泳プールを改築し、屋根を設置。
  - 8月17日 - グラウンドの改修工事が完了。
- 2001年（平成13年）11月2日 - グラウンド内に仕切りネットを設置。
- 2002年（平成14年）3月 - いわて教育情報ネットワーク[1] 整備が完了。
- 2004年（平成16年）
  - 4月1日 - 学科改編を実施し、流通ビジネス科（2）、国際ビジネス科（1）、会計ビジネス科（2）、情報ビジネス科（2）の4学科7学級とする（※（　）は各学級数） 。
    - これにより、商業科、国際経済科、会計科、情報処理科の生徒募集を停止。

  - 4月7日 -　この時の入学生より、制服のエンブレムを改定。
  - 8月 - 本校生徒が企画から決算までの経営を行う模擬店舗「チャレンジショップ」を開設。
- 2006年（平成18年）3月31日 - 商業科、国際経済科、会計科、情報処理科を廃止。
- 2007年（平成19年）1月8日 - 第85回全国高等学校サッカー選手権大会においてサッカー部が岩手県勢としては初優勝。
- 2008年（平成20年）4月1日 - 学科改編を行い、流通ビジネス科（2）、会計ビジネス科（2）、情報ビジネス科（2）の3学科6学級とする。国際ビジネス科の募集を停止。
- 2010年（平成22年）3月31日 - 国際ビジネス科を廃止。
- 2011年（平成23年）
  - 4月1日 - 第一体育館の耐震補強工事が完了。
  - 10月27日 - 新校舎の建設に着工。
- 2013年（平成25年）2月14日 - 新校舎が完成。

## 部活動
運動部
- 陸上競技部
- サッカー部 - 県内強豪校であり、第85回全国高等学校サッカー選手権大会で優勝した。
- 硬式野球部 - 春の選抜に1回・夏の選手権大会には統合時代を含め、甲子園大会に5回出場している。
- 柔道部
- 水泳部
- 卓球部
- 剣道部
- バスケットボール部
- ハンドボール部
- バドミントン部
- ソフトテニス部
- バレーボール部
- 軟式野球部
- ソフトボール部
- 弓道部

文化部
- 美術部
- 写真部
- 書道部
- 吹奏楽部
- 華道部
- ワープロ部
- 情報処理研究部
- 商業研究部

## アクセス
- JR、IGRいわて銀河鉄道盛岡駅より岩手県交通バス利用。
  - 501/502/503/504/505/517/527/528/218/219
    - 以上の系統を利用。いずれも｢本宮小学校南口｣下車[2]。徒歩5分。ただし、「盛商前」で下車した場合、徒歩で約10分かかる。
- JR仙北町駅より
  - 自転車で5分。
  - 徒歩10分。

## 著名な出身者
サッカー（卒業年度順）
- 斎藤重信（盛岡商業高等学校サッカー部監督）
- 瀬田竜彦（元日立製作所、元日本代表）
- 吉田暢（元ジェフユナイテッド市原）
- 藤原寿徳（サンフレッチェ広島GKコーチ）
- 平聡（元ベガルタ仙台）
- 岸根邦博（元ブランメル仙台）
- 藤原健恭（元ブランメル仙台）
- 斉藤秀一（元ブランメル仙台）
- 澤口恵二（元ブランメル仙台）
- 根子達也（元横浜FC）
- 中村学（元ベガルタ仙台）
- 松田賢太（元グルージャ盛岡）
- 山本脩斗（鹿島アントラーズ、元日本代表）
- 林勇介（元浦和レッドダイヤモンズ）
- 土井秀徒（元グルージャ盛岡）
- 藤村慶太（ツエーゲン金沢）
- 久保海都（元グルージャ盛岡）
- 谷村憲一（元グルージャ盛岡）

野球
- 煤孫伝（元プロ野球選手）
- 沢藤光郎（元プロ野球選手）
- 山蔭徳法（元プロ野球選手）
- 猪久保吾一（元プロ野球選手）

その他スポーツ
- 細川秀勝（競輪選手、高校時代はサッカー部所属）
- 首藤信一（元ハンドボール選手、元大崎オーソル監督、ソウルオリンピック日本代表）

政治
- 高橋光夫（元水沢市長）
- 佐々木孝弘（八幡平市長）
- 山下典子（自由連合政策審議会審議委員、エッセイスト）

その他
- 中村誠（デザイナー）
- そのだつくし（漫画家）
- 高橋純平 （フジテレビONE、フジテレビNEXT「ゲームセンターCX」10代目AD）